# Pavillon de Paris
Pavillon de Paris (česky Pařížský pavilon) byl koncertní sál rockové a populární hudby v Paříži. Nacházel se na severovýchodním okraji města v 19. obvodu. Sál fungoval v letech 1975–1980, než byl nahrazen novou budovou Zénith de Paris. Během jeho existence zde koncertovali významní hudebníci a skupiny jako AC/DC, Pink Floyd, Status Quo, Bob Marley, Queen, The Rolling Stones, Aretha Franklinová, Neil Young, Earth, Wind & Fire, Bob Seger, Supertramp, Johnny Hallyday nebo David Bowie.

## Historie
Sál byl otevřen v prostoru bývalých městských jatek v září 1975. Se svou kapacitou 10 000 diváků byl největším koncertním prostorem ve městě. Pavillon byl otevřen z iniciativy společnosti KCP (Koski-Cauchoix Productions), která chtěla provozovat rockové koncerty ve velké hale.
V roce 1976 zde natočil francouzský filmař Freddy Hausser koncertní film o skupině Rolling Stones Les Stones aux abattoirs (doslovně Stones na jatkách s odkazem na to, že hala byla původně využívána jako jatka).
V roce 1980 byl Pavillon de Paris uzavřen a v následujících třech letech se koncerty konaly převážně na Hippodrome de Pantin. V roce 1983 se koncerty přesunuly do nově otevřeného sálu Zénith de Paris.

## Přehled koncertů
- 1975: Alice Cooper, Poco + America, Santana + Earth, Wind & Fire, Blue Öyster Cult
- 1976: Ange, The Who, Return to Forever, Neil Young & Crazy Horse, Paul McCartney & Wings, Fats Domino, Jethro Tull, David Crosby & Graham Nash, Au Bonheur Des Dames + Catherine Ribeiro & Alpes, David Bowie, Rick Wakeman, The Rolling Stones, Genesis, Kraftwerk, Alex Harvey Band, Gentle Giant + Banco del Mutuo Soccorso, Marvin Gaye, Rainbow, Robin Trower, Patti Smith & John Cale, Status Quo, Poco, Aerosmith, Larry Coryell, Dr. Feelgood, Peter Frampton, Marshall–Tucker Band, Rod Stewart, Flamin' Groovies, Santana + Journey, Wishbone Ash
- 1977: Chicago, Todd Rundgren, Procol Harum, Status Quo, Frank Zappa, Hall & Oates, Pink Floyd, Bryan Ferry, Ian Paice, Paice, Ashton & Lord, Ted Nugent + Streetwalkers, Fats Domino, Jack Bruce, Black Sabbath, Lou Reed, Fleetwood Mac, Eddie & The Hot Rods, Tom Waits, Roger McGuinn, Klaus Schulze, Bob Marley & The Wailers, Chuck Berry, John Mayall, Jean-Luc Ponty & Larry Coryell, Tom Petty + Nils Lofgren + The Kinks, Eric Clapton, Weather Report, Supertramp + Harmonium, Herbie Hancock, Donna Summer, Rainbow, Bob Seger, Joan Baez, Yes, 10cc, Téléphone
- 1978: Alan Stivell, Tina Turner, Frank Zappa, Kansas + Cheap Trick, Patti Smith, Hot Tuna, Uriah Heep, Return to Forever, Queen, Alvin Lee & Ten Years After, Blue Öyster Cult + John Mellencamp, Santana, Electric Light Orchestra, Squeeze + Styx, David Bowie, Vangelis, Bob Marley & The Wailers, Jefferson Starship, Bob Dylan, Weather Report, Grateful Dead, The Doobie Brothers, Rory Gallagher, Eric Clapton + Muddy Waters, Rod Stewart, Marc Cerrone
- 1979: John McLaughlin + Paco de Lucía & Larry Coryell, Roxy Music, Earth, Wind & Fire, Lou Reed, Ted Nugent, The Who, John Mayall, Alice Cooper, Peter Tosh, Van Halen, Herbie Hancock & Chick Corea, Tubes + Squeeze, Jeff Beck & Stanley Clarke, Weather Report, Chic, Aswad + Iroy, Boney M., James Brown, Boston, Johnny Hallyday, Leonard Cohen, ABBA, John McLaughlin + Jack Bruce + Billy Cobham & Stu Goldberg, Supertramp, AC/DC + Judas Priest
- 1980: Trust, Blondie, Roxy Music

## Živá alba natočená v Pavillonu de Paris
- The Rolling Stones – Love You Live, 1977: skladby "Honky Tonk Women", "Happy", "Hot Stuff", "Starfucker", Tumbling Dice", "You Gotta Move" (natočeno 4. – 7. června 1976)
- Genesis – Seconds Out, 1977: skladba "Cinema Show" (červen 1976), zbývající skladby byly natočeny následujícího roku při koncertě v Palais des Sports
- Santana – Moonflower, 1977 (6. a 7. prosince 1976)
- Bob Marley & The Wailers – Babylon By Bus, 1978 (25. – 27. června 1978)
- Queen – Live Killers, 1979: několik krátkých pasáží ve skladbách "Get Down Make Love", "Love Of My Life" a "Brighton Rock" (27. února a 1. března 1979)
- Johnny Hallyday – dvojalbum Pavillon de Paris: Porte de Pantin, 1979 včetně videozáznamu Live: Pavillon de Paris (18. – 25. října 1979)
- Supertramp – Paris, 1980, dvojalbum (29. listopadu 1979)
- AC/DC – filmový záznam z koncertu Live At Pavillon, Paris (9. prosince 1979)